# Strangers to Ourselves
Albums de Modest Mouse
We Were Dead Before the Ship Even Sank
(2007) The Golden Casket
(2021)
Strangers to Ourselves est le sixième album du groupe de rock indépendant Modest Mouse, sorti le 17 mars 2015 sur le label Epic Records.
Recevant des critiques plus mitigées que ses prédécesseurs, bien que toujours positives, il sort sept ans après le précédent album du groupe, créant ainsi la plus longue attente entre deux albums du groupe.

## Liste des titres
| No  | Titre                                  | Durée |
| --- | -------------------------------------- | ----- |
| 1.  | Strangers to Ourselves                 | 3:24  |
| 2.  | Lampshades on Fire                     | 3:08  |
| 3.  | Shit in Your Cut                       | 4:44  |
| 4.  | Pistol (A. Cunanan, Miami, FL. 1996)   | 3:42  |
| 5.  | Ansel                                  | 2:56  |
| 6.  | The Ground Walks, with Time in a Box   | 6:12  |
| 7.  | Coyotes                                | 3:31  |
| 8.  | Pups to Dust                           | 3:31  |
| 9.  | Sugar Boats                            | 4:03  |
| 10. | Wicked Campaign                        | 3:34  |
| 11. | Be Brave                               | 3:31  |
| 12. | God Is an Indian and You're an Asshole | 1:17  |
| 13. | The Tortoise and the Tourist           | 3:41  |
| 14. | The Best Room                          | 4:25  |
| 15. | Of Course We Know                      | 5:24  |

## Membres
- Isaac Brock – chant, guitare
- Jim Fairchild - guitare
- Russell Higbee – guitare basse
- Tom Peloso – contrebasse, fiddle
- Lisa Molinaro - violon alto
- Darrin Wiener - claviers
- Jeremiah Green – batterie
- Ben Massarella - percussions